# Pârâul Morii, Suceava
Pârâul Morii este un curs de apă, afluent al râului Suceava. 

## Hărți
- Harta județului Suceava